# 1298
1298 (MCCXCVIII) var ett normalår som började en onsdag i den julianska kalendern.

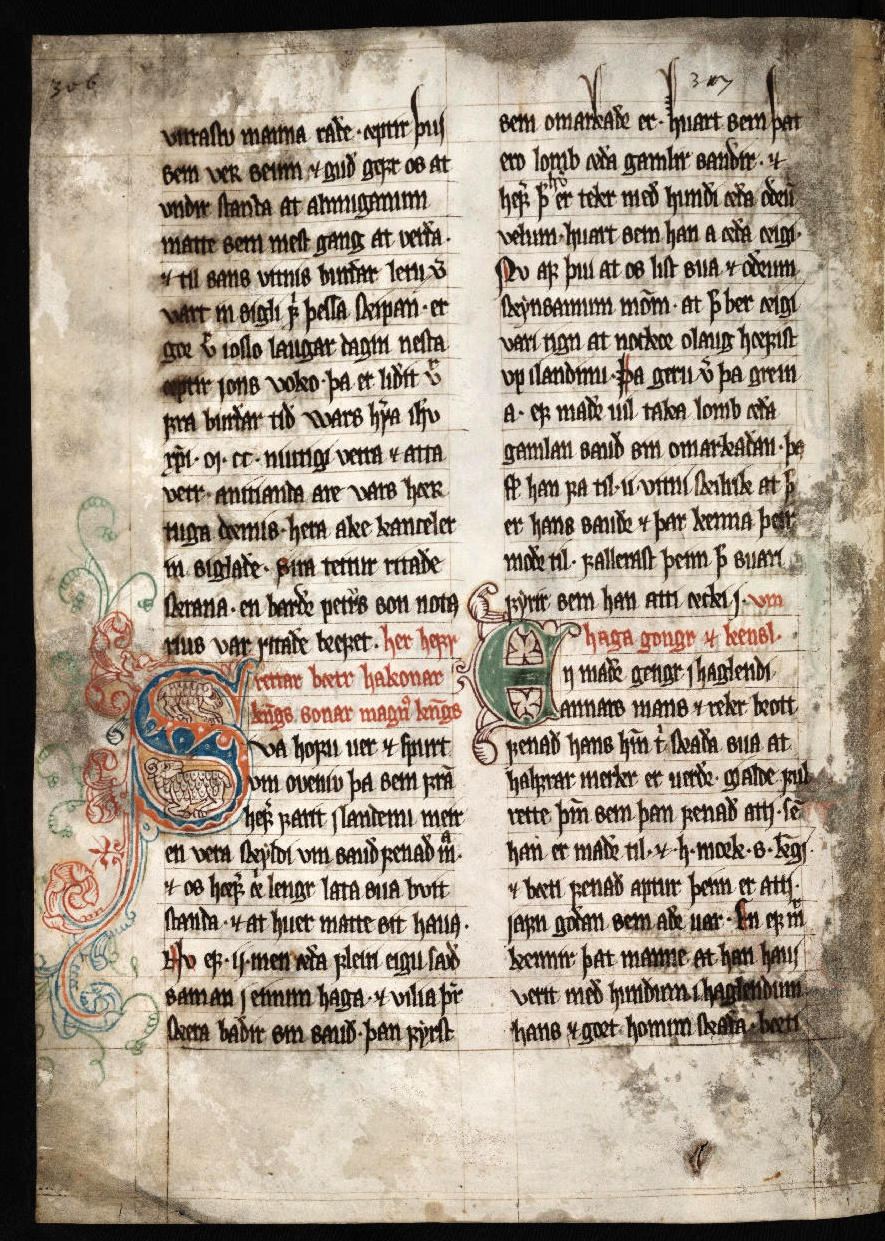
Fårbrevet upprättas.

## Händelser

### Juni
- 24 juni – Färöarnas första konstitutionella lag införs.[2]

### Juli
- 23 juli – I slaget vid Falkirk besegrar Edvard I av England och hans bågskyttar skottarna.

### November
- November – Den svenske kungen Birger Magnusson gifter sig med den danska prinsessan Märta Eriksdotter.

### Okänt datum
- En bevarad utförlig korstadga för Uppsala domkyrka ger en bild av det rika och i detalj reglerade gudstjänstlivet. Alla förseelser bötfälls, så också korgossarnas tillmälen. Korstadgan tillkommer eftersom koret i Uppsala domkyrka nu står färdigt.
- Kejsar Albrekt I upphäver de av landsfurstarna (de andliga kurfurstarna och pfalzgreven vid Rhen) påbjudna Rhentullarna.
- Från Stora rådet i Republiken Venedig utestängs alla som inte blivit antecknade i Gyllene boken.

## Födda
- 12 december – Albrekt II, hertig av Österrike.
- Elisabet av Kärnten, drottning av Sicilien.

## Avlidna
- Otto V av Brandenburg, markgreve av Brandenburg-Salzwedel
- 13 juli – Jacobus de Voragine, italiensk ärkebiskop och krönikör, saligförklarad.

### Fotnoter
1. ↑  "Calendar – Portugal – 1298" (Julian calendar), Time and Date AS / Steffen Thorsen, 2008, webpage: TimeandDate-calendar-1298-Portugal.
2. ↑  World Statesmen